# Konrad Zucker
Konrad Zucker, auch Conrad Zucker (* 7. Dezember 1893 in Hannover; † 31. August 1978 in Heidelberg) war ein deutscher Neurologe, Psychiater und Hochschullehrer.

## Leben
Zucker absolvierte ein Studium der Medizin und wurde 1922 an der Universität Göttingen zum Dr. med. promoviert.
Danach war er als Assistent an der Universität Greifswald bei Professor Edmund Robert Forster, der als Direktor auch die dortige Psychiatrie und Nervenklinik leitete. Im Rahmen experimenteller psychopathologischer Forschung nahmen Zucker und sein Kollege Julius Zador (* 1901) zunächst Selbstversuche mit Mescalin vor, führten diese Versuche danach an Psychiatriepatienten weiter und publizierten die Ergebnisse in medizinischen Fachzeitschriften. Im Februar 1928 wurde Zucker habilitiert.
Nach der nationalsozialistischen Machtergreifung wurde Zucker 1933 Assistent sowie Oberarzt an der Psychiatrischen Universitätsklinik Heidelberg unter Carl Schneider. Ab 1936 war Zucker außerordentlicher Professor für Psychiatrie an der Universität Heidelberg. Gemeinsam mit Schneider forschte Zucker von 1938 bis 1943 zur „Kinder-Euthanasie“ und war damit tief in das NS-Euthanasieprogramm verstrickt. Zu seiner Professorentätigkeit übernahm er Ende 1938 kurzzeitig die Leitung des Maria-Anna-Heims in Pirna. Zucker war auch Richter am Erbgesundheitsobergericht in Dresden. Ab dem 8. Mai 1940 war er T4-Gutachter (und damit einer der zur Auswahl zu ermordender Patienten gelisteten Professoren).
Während des Zweiten Weltkrieges übernahm Zucker im Wehrkreis VII (Heidelberg) in Vertretung die Funktion des beratenden Militärpsychiaters.
Nach Kriegsende wurde er aus dem Professorenamt entlassen und fand beim Versorgungsamt in Heidelberg eine Beschäftigung. Zucker war Autor mehrerer Bücher und Fachaufsätze.

## Schriften
- Ueber die Wirkung des Physostigmins am Skelettmuskel, Universität Göttingen, Medizinische Dissertation, 1922
- Psychologie des Aberglaubens, Scherer, Heidelberg 1948
- Vom Wandel des Erlebens: Eine Seelengeschichte des Abendlandes, Bd. 1.: Vorchristliche Welt, Kerle, Heidelberg 1950